# ファイヤーブランケット

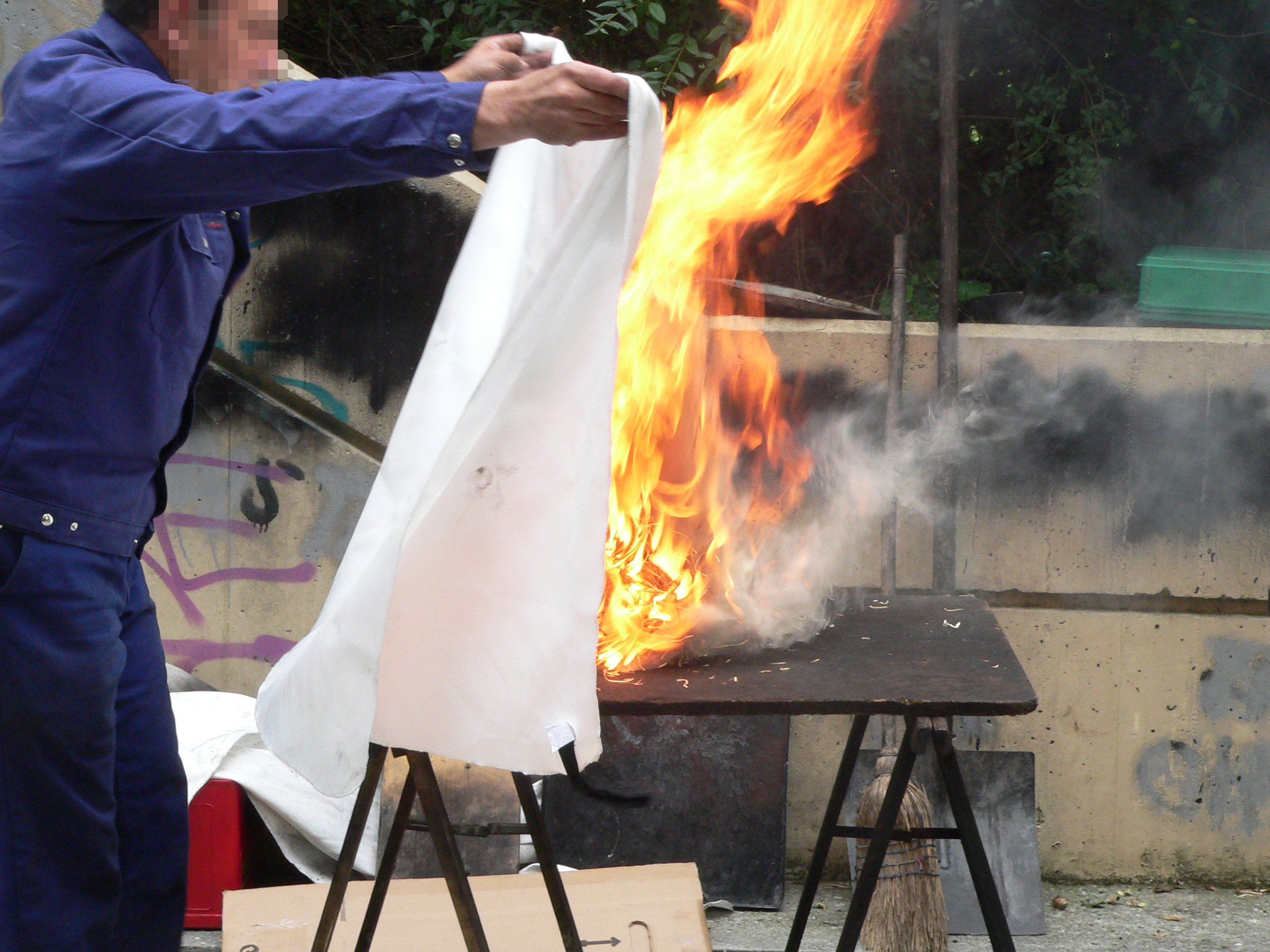
ファイヤーブランケットの使用風景

ファイヤーブランケット (英語：Fire blanket) とは、耐燃性の素材で作られた簡易消火用具であり、火に被せて消火する。
以前は主に石綿（アスベスト）で作られていたが、現在はグラスファイバーや難燃性合成繊維のアラミドなどで作られる。

## 概要
燃えにくい布を火が付いた物に被せる事で、酸素の供給を遮断して消火する。
メリット
- 再利用できる
- 後片付けが簡単

デメリット
- 火に近寄る必要があり、危険にさらされる。
- 布で覆える程度の物しか消火できない（車を覆えるサイズまで商品化されている）。
- 人間などの生物を救助する場合は、口元を覆わないようにする必要がある。また、冷却するわけでは無いので、熱傷の治療は別途行う必要がある。

代替
- 水で濡らした毛布や布団も消火に使われる[1]。江戸時代の火消などでは、水莚（みずむしろ）・濡莚というものを使用した。

## 注意点
- 揚げ物を揚げる油による発火に対しては不向きであると、 オランダ食品・消費者製品安全局は伝えている[2]。ドイツの事故保険会社であるBerufsgenossenschaft Nahrungsmittel und Gastgewerbe（ドイツ語版）の試験では、高温すぎると燃えてしまうことが報告された[3][4]。

## 標準化
欧州標準化委員会によって標準化された EN 1869:2019 Fire blankets で一定の性能が確認される。